# Saltasauridae
Saltasauridés
Famille
Taxons de rang inférieur
- † Zhuchengtitan
- † Lirainosaurinae[2]
- † Opisthocoelicaudiinae
- † Saltasaurinae

Les Saltasauridae (saltasauridés en français) forment une famille éteinte de dinosaures sauropodes titanosaures.
Ils ont vécu durant le Crétacé supérieur en Amérique du Sud et du Nord, en Asie et en Europe, du Coniacien à la fin du Maastrichtien, soit il y a environ entre 89,8 et 66,0 millions d'années.

## Étymologie
Le nom de Saltasauridae conjugue le nom de la province de Salta en Argentine et le mot du grec ancien sauros/σαυρος « lézard », pour donner « lézard de la province de Salta », indiquant que cette famille a été érigée en 1998 par Paul Sereno en se basant sur la description du genre Saltasaurus décrit en Argentine en 1980 par José Bonaparte et Jaime Eduardo Powell.

## Description
La plupart des saltasauridés sont des sauropodes de taille petite à moyenne, souvent de l’ordre de 15 m de longueur totale. Le plus grand d'entre eux Alamosaurus, de 34 m de long, vivait à la fin du Maastrichtien juste avant la grande extinction de la fin du Crétacé, il y a environ 66 Ma (millions d'années). À l'opposé, le genre Rocasaurus ne mesurait que 8 m.
De taille inférieure aux autres groupes de sauropodes contemporains, ils auraient pour la plupart développé un système de protection composé de scutelles ou ostéodermes disposés le long de leur dos. Comme les autres sauropodes ce sont des quadrupèdes avec un long cou et une longue queue qu'ils devaient tenir à peu près parallèles au sol. Leur tête était de petite taille et portait de minuscules dents en forme de chevilles.
Les fossiles de Titanosauria, et donc de Saltasauridae, sont plus diversifiés, plus dispersés géographiquement mais aussi souvent plus fragmentaires que ceux des membres du clade des Neosauropoda, qui regroupent les Diplodocoidea à dents étroites et les Macronaria à dents larges. Les caractéristiques des titanosaures sont donc assez mal connues au-delà de leur taille et de la présence courante de scutelles sur leur dos.
Les saltasauridés sont reconnaissables par les convexités de certaines de leurs vertèbres caudales et par les marques qu'ils présentent sur leurs os coracoïdes. Tous les saltasauridés possèdent au plus 35 vertèbres caudales qui sont convexes sur les deux côtés de leur centrum. Leurs os cotacoïdes sont caractérisés par des marges rectangulaires sur leur côté antéro-ventral. Une sous-famille de saltasauridés, les Opisthocoelicaudiinae montre une caractéristique unique : leurs pattes avant sont dépourvues de phalanges,.

## Paléobiologie

### Habitudes alimentaires
Les saltasauridés, comme tous les titanosaures, possèdent de très petites dents en forme de chevilles qui ne leur permettent pas de mâcher. En 2010, les coprolithes d'un titanosaure découvert en Inde ont montré qu'il consommait des conifères, 
cycadophytes et des espèces primitives de graminées. Comme ils sont incapables de mâcher et qu’apparemment ils ne possédaient pas de gastrolithes pour les aider dans leur digestion, il est généralement reconnu que les sauropodes conservaient les plantes ingurgitées très longtemps dans leur estomac, les laissant fermenter pour en extraire le plus de ressources possibles.

### Ostéodermes
Si Saltasaurus porte des ostéodermes, ce type de scutelles n'a pas été découvert chez tous les saltasauridés. Chez Saltasaurus il s'agit de larges plaques osseuses insérées dans la peau du dos de l'animal, elles-mêmes entourées de plus petites plaques. Les gros ostéodermes contenaient des espaces creux pour les vaisseaux sanguins et de l'os trabéculaire spongieux, tandis que les petits étaient de texture compacte. Le même motif a été observé sur les embryons d'un titanosaure non identifié ; il s'agit de plaques de peau entourées de plaques plus petites de même nature.

### Reproduction et croissance
Sur le même site fossilifère d'Argentine, Auca Mahuevo, où ont été observés les embryons, des nids ont pu être étudiés. Ils sont construits en surface en empilant des déblais formant un anneau autour des œufs qui ne sont pas recouverts. Les œufs sont sphériques avec une coquille poreuse d'un diamètre d'environ 14 cm de diamètre ; ils sont regroupés en couvée. Les embryons présentent un rostre et des narines plus petites et plus près de la partie antérieure du visage par rapport aux titanosaures adultes, ce qui suggère que les narines peuvent s'être déplacées vers l'arrière de la tête pendant la croissance de l'animal.

## Classification
Les saltasauridés sont définis par les caractéristiques partagées par les deux genres les mieux connus de la famille, Saltasaurus et Opisthocoelicaudia. 
Les paléontologues J. Wilson et P. Upchurch ont défini les Saltasauridae en 2003 comme le clade le moins inclusif contenant  Opisthocoelicaudia skarzynskii et Saltasaurus loricatus, leur dernier ancêtre commun et tous ses descendants.
La famille a ensuite été divisée en deux sous-familles définies par ces mêmes paléontologues :
- les Saltasaurinae comme le clade le moins inclusif contenant Saltasaurus mais pas Opisthocoelicaudia ;
- les Opisthocoelicaudiinae, à l'inverse, comme le clade le moins inclusif contenant Opisthocoelicaudia mais pas Saltasaurus.

### Taxonomie
Liste des taxons rattachés au saltasauridés d'après González Riga et ses collègues en 2009 et Curry Rogers et Wilson en 2005, : 
- Famille des Saltasauridae
  - Sous-familles non définies
    - Petrobrasaurus puestohernandezi
    - Trigonosaurus pricei

  - Sous-famille des Opisthocoelicaudinae
    - Alamosaurus sanjuanensis
    - Borealosaurus wimani
    - Opisthocoelicaudia skarzynskii

  - Sous-famille des Saltasaurinae
    - Bonatitan reigi
    - Microcoelus patagonicus
    - Neuquensaurus australis
    - Neuquensaurus rubustus
    - Rocasaurus muniozi
    - Saltasaurus loricatus
    - Abditosaurus kuehnei

Un genre décrit en 2023 : Igai.